# Emilia Suriano
Emilia Suriano (Roma, 26 novembre ...) è una regista televisiva italiana; da venti anni cura la regia esterna di numerosi eventi televisivi RAI.

## Biografia
Cura la regia di 90º Minuto, la storica rubrica sportiva della Rai e le riprese esterne di alcuni eventi, fra i quali i Funerali di Stato di numerosi Carabinieri e Militari dell'Esercito, i Mondiali di Calcio, tra cui quelli di Germania 2006, la Partita del Cuore, storico evento televisivo trasmesso su Raiuno, anniversari di Polizia e Carabinieri.